# Canada First
Canada First war eine nationalistische Bewegung in Kanada. Sie wurde 1868 in Toronto gegründet, um in dem ein Jahr zuvor gegründeten Staat einen kanadischen Nationalismus zu fördern und diesen intellektuell zu untermauern.
Die Bewegung forderte zu Beginn die Selbständigkeit Kanadas gegenüber den USA und Großbritannien. Nachdem diese beiden Länder jedoch 1871 das Abkommen von Washington ausgehandelt hatten und einige Streitpunkte beilegen konnten, setzte Canada First nun auf politische und wirtschaftliche Autonomie innerhalb des Britischen Empires, ohne die Bindungen zum Mutterland ganz aufzugeben.
Den größten Einfluss auf die Innenpolitik hatte Canada First 1869/70 während der Red-River-Rebellion. Ihre Agitation war hauptsächlich dafür verantwortlich, dass sich nach der Hinrichtung von Thomas Scott die öffentliche Meinung in Ontario gegen die Métis und ihren Anführer Louis Riel richtete.
Canada First hatte rassistische Tendenzen. So trat sie für eine ausschließlich britische Einwanderung ein. Eine angelsächsisch-protestantische „nördliche Rasse“ sollte über Kanada herrschen und das große wirtschaftliche Potenzial des Landes nutzen. Frankokanadier, Katholiken und Ureinwohner galten als Hindernisse für die Erreichung dieses Ziels.
Die Bewegung konnte außerhalb des protestantisch dominierten Ontario nie Fuß fassen. Sie versuchte, sich zu einer politischen Partei zu wandeln. Doch als ihr einflussreichster Unterstützer Edward Blake, der Premierminister Ontarios, 1875 als Justizminister in die liberale Bundesregierung von Alexander Mackenzie berufen wurde, fiel Canada First rasch in sich zusammen und löste sich auf.